# Haliplectus minimus
Haliplectus minimus is een rondwormensoort uit de familie van de Haliplectidae. De wetenschappelijke naam van de soort is voor het eerst geldig gepubliceerd in 1967 door Gerlach.